# Trionymus claviger
Trionymus claviger är en insektsart som först beskrevs av King och Richard C. Tinsley 1897.  Trionymus claviger ingår i släktet Trionymus och familjen ullsköldlöss. Inga underarter finns listade i Catalogue of Life.